# Die Haut
Die Haut war eine experimentelle deutsche Post-Punk-/Post-Rock-Band aus Berlin, die Underground-Erfolge in den 1980er und 1990er Jahren feierte. Das einzige konstante Mitglied war Christoph Dreher. Der Name der Band leitet sich von dem deutschen Titel des Romans La Pelle von Curzio Malaparte ab.

## Geschichte
Ursprünglich als instrumentales (Anti-)Rock-Quartett gegründet, wirkten auf vielen Platten und bei Live-Auftritten von Die Haut zahlreiche internationale Gastsänger mit.
Ihr letztes Album war Spring (1997), gefolgt von dem Remix-Album Springer (1998). Kurz danach löste die Band sich überraschend auf. Christoph Dreher und Remo Park arbeiteten getrennt weiter, während Jochen Arbeit und Rudi Moser bei der Berliner Band Einstürzende Neubauten einstiegen und Thomas Wydler weiterhin bei Nick Cave and The Bad Seeds mitwirkt.

## Mitglieder
- 1982: Christoph Dreher (Bass), Remo Park (Gitarre), Martin Peter (Gitarre), Thomas Wydler (Schlagzeug), Rainer Berson (Gesang)[4]
- 1984: Christoph Dreher (Bass), Remo Park (Gitarre), Jochen Arbeit (Gitarre), Rainer Lingk (Gitarre), Thomas Wydler (Schlagzeug), Oliver Schütz
- 1985: Christoph Dreher (Bass), Jochen Arbeit (Gitarre), Rainer Lingk (Gitarre), Thomas Wydler (Schlagzeug)
- 1997: Christoph Dreher (Bass), Jochen Arbeit (Gitarre), Rainer Lingk (Gitarre), Rudi Moser (Schlagzeug)

## Gastsänger
- auf Der karibische Western: Stella Rico (= Lydia Lunch)
- auf Fandango: John Paul Brasuell (= Paul Outlaw)
- auf Burnin' the Ice: Nick Cave
- auf Headless Body in Topless Bar: Nick Cave, Mick Harvey (u. a. The Birthday Party, The Bad Seeds), Kid Congo Powers (The Gun Club), Anita Lane
- auf Die Hard: Arto Lindsay
- auf Head On: Kim Gordon, Alan Vega, Cristina (= Christina Martinez von Boss Hog), Debbie Harry, Jeffrey Lee Pierce (The Gun Club), Blixa Bargeld, Anita Lane, Kid Congo Powers, Lydia Lunch
- auf Sweat: Nick Cave, Alexander Hacke, Kid Congo Powers, Lydia Lunch, Blixa Bargeld, Anita Lane
- auf Spring und Springer: Laurie Tomin (Okinai), Louisa Bradshaw, Alexander Hacke, Danielle de Picciotto, Blixa Bargeld

Weitere Zusammenarbeiten mit Henry Rollins und Meret Becker waren geplant, die Songs teilweise bereits geschrieben, kamen aber nicht zustande.

## Diskografie
- 1982: Schnelles Leben (Mini-LP, Monogram 008)
- 1982: Der Karibische Western (12", Zensor CM2, 1990 Wiederveröffentlichung als CD bei What’s So Funny About SF99)
- 1983: Burning the Ice (LP/CD, Illuminated SJAMS30 / Crown Records CROWN1708 / Paradoxx PA5502)
- 1987: Fandango (12", Megadisc MD125283)
- 1988: Headless Body in Topless Bar (LP/CD, What’s So Funny About SF83)
- 1989: Die Hard (LP/CD, What’s So Funny About SF91 / EFA LP02691)
- 1992: Alert (= Die Haut & Blixa Bargeld) – Are You Hectic? (12"/MCD, Cash Beat CB17 / EFA MCD02817)
- 1992: Head On (LP/CD, What’s So Funny About SF122 / Triple X 51148)
- 1993: Sweat (LP/CD, What’s So Funny About SF140 / Triple X 51184-2) – live im Berlin Metropol, 24. August 1992, und Apeldoorn, August 1992
- 1993: Sweat (Video, What’s So Funny About 140V / Triple X 51184-3) – live Video im Tempodrom, Berlin, August 1992, 66 Minuten; Regie: Rolf S. Wolkenstein
- 1997: Spring (LP/CD, Our Choice / Rough Trade RTD195.1914.2)
- 1998: Springer (LP/CD, Our Choice / Rough Trade RTD195.3363.2) – Remixes von Stücken des Albums Spring[6]

### Kompilationen
- 1984: My Gift to You auf Sleep? (Cassette, Heiliger Strohsack Kartell)
- 1985: Nevada auf Berlin Now (Video)
- 1989: 2120 South Michigan Avenue auf The Ghost of Brian, The Brian Jones Memorial Album (Black Fantasy Records)